# Campanula hispanica
Campanula hispanica là loài thực vật có hoa trong họ Hoa chuông. Loài này được Willk. mô tả khoa học đầu tiên năm 1868.